# Молода Просвіта
«Молода́ Просві́та» — всеукраїнська молодіжна громадська організація, молодіжне крило товариства «Просвіта».

## Історія

### Початок діяльності
У 1922 році перший гурток під назвою «Молода Просвіта» заснував Володимир Татомир, просвітянин, студент Таємного українського університету у Львові.
2 травня 1924 року у Львові було затверджено останній довоєнний Статут «Просвіти» (прийнятий на загальному зборі просвітян 5 березня того ж року). Тепер її завдання визначали ближча і подальша програми. Ближча, зокрема, передбачала створення самоосвітніх гуртків для поборення неписьменності та молодіжних відділів при всіх бібліотеках і читальнях. Відтоді при читальнях «Просвіти», як нові форми освітньої діяльності, зароджувалися молодіжні об'єднання «Молода Просвіта». В окремих місцевостях їх називали «Доріст».
Розквіт «Молодої Просвіти» на західноукраїнських землях припав на середину і другу половину 30-х років ХХ століття. В 1936 році діяло 262 гуртки просвітянської молоді, а у 1938 вже аж 439. Юні просвітяни виховувалися на засадах «Десяти заповідей „Молодої Просвіти“ (у запитаннях і відповідях), які склав Анатоль Кудрик.

### У діаспорі
У діаспорі „Молода Просвіта“ не мала такого поширення, як у довоєнній Україні. Її місце зайняли інші українські молодіжні організації. З 1953 року „Молода Просвіта“ діяла лише у Філадельфії (США), мала бібліотеку й архів, хоча відділи Товариства „Просвіта“ активно діяли в українській діаспорі багатьох країн світу.
Філадельфійську „Молоду Просвіту“ імені митрополита Андрія Шептицького заснував і весь час очолював член Головного відділу Львівського товариства „Просвіта“ Володимир Татомир. „Молода Просвіта“ видавала книжки, проводила щорічний конкурс на знання українознавства. Членами організації були не більше ніж 30 осіб віком 14–18 років. Серед них: Юрко Перфецький, Аврелія Середа, Ірина Кондра, Богдана Кондра, Ірина Ліщинська, Юрій Левицький, Любомир Пиріг, Леонід Рудницький, Зенон Кугут, Анна Ремезовська, Софія Слюзар, Дзвенислава Кравців, Юрій Кравців, Ждана Кравців, Тетяна Кравців, Галина Афанасієва, Марта Богачевська-Хомяк. Деякий час співпрацював з „Молодою Просвітою“ історик-літературознавець, науковий секретар Товариства імені Тараса Шевченка Володимир Дорошенко.
Молоді просвітяни збиралися на 24 вулиці Філадельфії, де відбувалися дискусійні клуби, молодіжні вечори. На жаль, організація довго не проіснувала. Відсутність чіткої програми діяльності, а також постійна конкуренція зі студентським християнським товариством „Обнова“ та скаутською організацією „Пласт“ призвели до того, що після смерті В. Татомира у 1962 році „Молода Просвіта“ у Філадельфії припинила свою діяльність.

### У незалежній Україні
„Молода Просвіта“ вперше була відроджена на Тернопільщині. 25 липня 1991 року з ініціативи Мирослава Смалиги у Теребовлянській школі-інтернаті було створено перше молодіжне об'єднання просвітян. Його членами стали 46 учнів. Восени цього ж року „Молода Просвіта“ почала діяти у Струсівській середній школі. Триста учнів 5–11 класів стали її членами. На установчому засіданні проводу Правління прийнято Статут. Місцева газета „Воля“ 25 липня 1992 року надрукувала його на своїх шпальтах і розповіла про відродження організації. Це стало поштовхом для наслідування в інших місцевостях району. До кінця 1992/93 навчального року такі об'єднання створено в кожній школі Теребовлянщини (29 осередків, що охопили 1350 членів).
Незабаром положення „Молодої Просвіти“ було схвалено третьою позачерговою конференцією Тернопільського обласного об'єднання ВУТ „Просвіта“ імені Тараса Шевченка. Першим Головою обласної „Молодої Просвіти“ став Петро Шимків.
З метою поширення молодо-просвітянського руху 12-13 травня 1995 року було проведено Всеукраїнський семінар-практикум „Молода Просвіта“: минуле, сьогодення, перспективи». Він проходив у селі Струсів на Теребовлянщині і в Тернополі. Його учасниками були молоді просвітяни з усіх районів Тернопільщини та гості з кількох областей України. Їм було надано можливість ознайомитися з формами і методами роботи об'єднань «Молодої Просвіти» у навчальних закладах Теребовлі, Струсівської середньої школи та у ПТУ № 3 Тернополя.
Досвід тернопільчан щодо створення «Молодої Просвіти» та її діяльності було запозичено тоді об'єднаннями Товариства «Просвіта» Івано-Франківської, Львівської, Хмельницької, Рівненської та Чернівецької областей. А вже 21 липня 1996 року у місті Коломиї, на установчій конференції Івано-Франківської обласної організації «Молода Просвіта», було оголошено про намір створити Всеукраїнську молодіжну громадську організацію «Молода Просвіта».
31 жовтня 2002 року ВМГО «Молода Просвіта» була зареєстрована Міністерством юстиції України (реєстраційний № 1845). Вперше в історії її діяльність була легалізована на всій території України. Організацію відтоді очолює Віталій Андрійович Мороз.
А з початку 2003 року роботу щодо легалізації своєї діяльності почали осередки «Молодої Просвіти». До середини 2002 року були зареєстровані обласними управліннями юстиції Івано-Франківська, Київська, Львівська, Волинська, Вінницька, Черкаська, Закарпатська, Луганська, Полтавська обласні та Київська міська організації. Останньою, у грудні 2002 року, було зареєстровано Одеську обласну молодіжну громадську організацію «Молода Просвіта». Після 2017 року діяльність більшості із них було припинено.

## Івано-Франківська обласна організація «Молода Просвіта»
На Івано-Франківщині молоді просвітяни 30 жовтня 1996 року оформилися юридично. Студенти-правники з Прикарпатського університету на чолі з Андрієм Довганюком розробили Статут і зареєстрували його в обласному управлінні юстиції.
Станом на 2023 рік організацію очолює Євгенія Мар'янівна Бардяк.

## Київське обласне товариство Молода Просвіта
Київське обласне товариство «Молода́ Просві́та» (Молодіжна громадська організація — «Молода Просвіта» Київське обласне товариство) — молодіжна громадська організація, молодіжне крило товариства «Просвіта» в Київській області. Об'єднує членів Макарівського, Фастівського, Білоцерківського осередків ВМГО «Молода Просвіта».
Статут Київського обласного товариства «Молода Просвіта» проголошує:
|  | Молодіжна громадська організація — «Молода Просвіта» Київське обласне товариство є добровільною громадською організацією молоді, що бере активну участь у суспільному житті України, сприяє його демократизації, захисту громадянських прав і свобод, розвитку національної науки, мови і культури. «Молода Просвіта» відроджує найкращі традиції «Громади» (друга половина XIX століття), «Просвіти» (1868 −1939) та «Молодої Просвіти імені митрополита Андрія Шептицького»(1953 - 60-ті роки ХХ століття). |

1997 року товариство «Просвіта» почало активно розбудовувати молодіжне крило, і в березні з'явилося Київське обласне об'єднання «Молода Просвіта». Головою його став Олекса Юрченко. Переважна більшість заходів тоді відбувалася спільно з іншими молодіжними організаціями: Пласт, СУМ, «Тризуб», «Молодий Рух», МНК.
20 червня 2000 року зареєстрували Київське обласне товариство «Молода Просвіта». До 2001-го його очолював Руслан Фадєєв, потім Олег Дрегало. Тоді почали виникати місцеві осередки: 30 січня 2002 року в селі Грузькому Макарівського району — сільський, а 27 липня на його базі — Макарівський районний осередок «Молодої Просвіти», який став першим підрозділом всеукраїнської організації.
Одразу після заснування Гружчанського осередку відкрили школу брейк-дансу, проводили зустрічі з відомими людьми краю, реалізували низку проектів, зокрема «молодіжний круглий стіл», щомісячну сторінку «Я — молодий!» вміщували у районній газеті «Макарівські вісті».
Ще один осередок засновано у Фастові. Молодь брала активну участь у заходах товариства «Просвіта», конкурсах письмових робіт, долучалася до випуску інформаційного бюлетеня «Просвітянин Фастівщини», вшановувала пам'ять борців за волю України.
2003-го і в Білій Церкві відбулися установчі збори «Молодої Просвіти». Виникли Обухівський і Васильківський районні осередки, які, на жаль, довго не проіснували.
Коли головою організації став Євген Букет, вона активізувала роботу. Він виступив у прямому ефірі каналу «Культура». Це була перша нагода представити обласну «Молоду Просвіту» широкому загалові.
Організація брала участь у таборі юнацтва Спілки Української Молоді в Україні. Спільно з обласним «Молодим Рухом» працювала на форумі демократичних сил Київщини у Білій Церкві та зустрічі з Віктором Ющенком у Фастові.
2004-го «Молода Просвіта» та об'єднання громадян «Товариство КОЛО-РА» уклали угоду про співпрацю в галузі розвитку патріотичного виховання молоді та створення історико-археологічного культурно-просвітницького комплексу в с. Улянки Кагарлицького району Київщини. У березні 2005 року створено Окремий Київський козацький курінь «Молода Просвіта» імені митрополита Андрея Шептицького Міжнародної Асоціації «Козацтво». Тоді само «Молода Просвіта» вступила й до Київської обласної спілки молодіжних та дитячих організацій.
У 2006—07 роках МГО «Молода Просвіта» КОТ уже під керівництвом Тетяни Чайки двічі поспіль перемагає в обласному конкурсі проектів програм, розроблених молодіжними і дитячими громадськими організаціями.
2007 року до лав «Молодої Просвіти» долучилися «Спілка творчої молоді Переяслава», Тетіївська районна дитяча громадська організація «Соняшник». 4 листопада під керівництвом обласного товариства створено мережу патріотичних організацій свідомої молоді Київщини для об'єднання, обміну досвідом, інформацією, проведення спільних заходів. До неї увійшло 20 міських і районних організацій Київщини.
«Молода Просвіта» зверталася з пропозиціями до місцевої влади, зокрема до голови Фастівської РДА — з проханням демонтувати пам'ятник Леніну, і депутати міськради підтримали пропозицію.
Путівником у діяльності організації була газета «Молодіжний ЛистОК», яку створив 1997 року Олекса Юрченко. Член головної ради ВУТ «Просвіта» ім. Тараса Шевченка професор Іван Ющук спершу сам вичитував матеріали. З 2005 року вона виходить регулярно як «газета молоді Київщини», її фінансують з обласного бюджету. На шпальтах газети публікували матеріали молодих творчих особистостей, які дотримувалися життєвого гасла «Для щастя України — живемо щодень!» На 10-річчя «Листка» ювілейний номер вийшов повнокольоровим.
У вересні 2008 року на позачерговій конференції переобрано керівні органи організації. Головою товариства стала Олена Тунік. Згодом прийнято рішення і подано заяву до Всеукраїнського товариства «Просвіта» ім. Тараса Шевченка з пропозицією надати статус колективного члена ВУТ «Просвіта». Це важливий крок у контексті святкування 140-річчя «Просвіти» і сигнал для молодих просвітян усієї України об'єднатися з Товариством. 22 жовтня Київському обласному товариству «Молода Просвіта» було урочисто вручено Свідоцтво колективного члена «Просвіти». Рішенням ради «Молодої Просвіти» затверджено нову символіку організації — герб, який розробив заслужений художник України Анатолій Марчук.
Київське обласне товариство «Молода Просвіта» відроджує найкращі традиції «Громади», «Просвіти» та «Молодої Просвіти імені митрополита Андрея Шептицького».
9 червня 2010 року головою МГО "Молода Просвіта "Київське обласне товариство обрано Ігоря Топольніка. 4 червня 2010 року Київське обласне товариство «Молода Просвіта» приєдналася до молодіжного руху «Спротив».
Починаючи з 2011 року Білоцерківська «Молода Просвіта» відродила традиції утворення Ланцюга Єднання, а в 2012 було започатковано Паради Вишиванок, які відтоді стали одними із найпомітніших заходів організації на Київщині.
Від 2014 року головою Київського обласного товариства «Молода Просвіта» є лідер молодих просвітян Білої Церкви (з 2003 року) Костянтин Климчук. Центр діяльності організації поступово перемістився на Білоцерківщину. Тут діє літературна студія «Молодої Просвіти», просвітянська програма «Мандри Україною. Патріотичні екскурсії», регулярно проводяться конкурси читців поезій, мистецькі виставки, презентації тощо.

## Львівська обласна організація «Молода Просвіта»
У Львові в 1999 році була заснована Львівська обласна організація з багатьма осередками в районах області (зареєстрована 28.01.2000). Незабаром «Молода Просвіта» Львівщини на чолі з Яриною Ясиневич самостійно реалізувала багато проектів, серед яких молодіжний журнал «Торба».
Згодом керівником організації була Ольга Валеріївна Стрелюк. З 08.10.2021 — в стані припинення.

## Полтавська обласна громадська молодіжна організація «Молода Просвіта»
Заснували та зареєстрували 26 липня 2002 року. Станом на 2023 рік її очолює Надія Миколаївна Антонець.

## Громадська організація «Молода Просвіта» м. Бурштин
Зареєстрована 14.07.2020 в м. Бурштин Івано-Франківської області. Керівник — Іваськевич Олександр Васильович.